# Glasinaci kultúra
A glasinaci kultúra az autariata illír törzsszövetséghez köthető nyugat-balkáni bronz- és vaskori régészeti műveltség, amelynek az i. e. 13. és 4. század közé datálható leletanyaga Bosznia, Szerbia, Montenegró, valamint Albánia területéről ismert.
Nevét a kelet-boszniai Glasinaci-fennsík után kapta, ahol az 1878-as osztrák–magyar annexió után megindult régészeti ásatások során kerültek elő a műveltség első sírjai, illetve azok mellékletei. A 19. század végére a glasinaci a legismertebb nyugat-balkáni régészeti kultúra lett, amely a középső bronzkor és a korai vaskor közötti időszakban, vagyis az i. e. 8. és 6. század között virágzott meglehetősen nagy területen. Legkésőbbi leletei az i. e. 4. század végéről ismertek. Az 1990-es évekig a glasinaci kultúrához köthető leletegyüttesek kerültek elő Bosznián (Glasinac, Szarajevó) kívül Szerbiából (Užice) és Montenegróból (Gotovuša, Barakovac), de a műveltséghez sorolnak több északkelet-boszniai (Dvorovi), szerbiai (Szabács, Mramorac, Umčari, Novi Pazar) és albániai (Burrel, Çinamak, Kush) régészeti helyszínt is.
A kultúra legjellemzőbb településtípusa a domb- vagy hegytetőre épült, erődített szálláshely. Temetkezési helyeik általában körkörösen szerveződtek egy központi halomsír köré, de az együttes ritkán haladta meg a tíz sírhelyet. A sírok kelet–nyugati tájolásúak és mellékletekben rendkívül gazdagok. Gyakoriak és változatosak a fegyvermellékletek (lándzsák, kardok, csatabárdok, bronzsisakok), különösen a központi sírok esetében, amely arról tanúskodhat, hogy a glasinaci kultúra közösségeinek legfelsőbb társadalmi szintjén a harcosok álltak. Az i. e. 6–5. század környékén a temetkezési szokásaikban beállt változás (pl. a holtak elhamvasztása) a társadalmi rend felbomlásáról, esetleg a vallási kultúra erőteljes megváltozásáról vallhat.
A történettudomány a glasinaci kultúrát az egyik legnagyobb illír törzsszövetséggel, az autariatákkal (Αὐταριάται) köti össze.